# Ermanno Ioriatti
Ermanno Ioriatti (* 4. Oktober 1975 in Trient) ist ein ehemaliger italienischer Eisschnellläufer.

## Werdegang
Ioriatti wurde achtmal italienischer Juniorenmeister und belegte bei den Juniorenweltmeisterschaften 1992 in Warschau den 23. Platz im Kleinen Vierkampf. In den folgenden Jahren kam er bei den Juniorenweltmeisterschaften 1993 in Baselga di Piné auf den 26. Platz, bei den Juniorenweltmeisterschaften 1994 in Berlin auf den 24. Rang und bei den Juniorenweltmeisterschaften 1995 in Seinäjoki den 12. Platz im Kleinen Vierkampf. Erstmals im Eisschnelllauf-Weltcup startete er im November 1995 in Berlin, wobei er in der B-Gruppe den 22. Platz über 1500 m errang. Bei der Mehrkampfeuropameisterschaft 1997 in Heerenveen belegte er den 16. Platz im Großen-Vierkampf. In der Saison 1997/98 erreichte er in Baselga di Piné mit dem dritten Platz über 500 m seine einzige Podestplatzierung und zum Saisonende den 13. Platz in der Weltcupwertung über 500 m. Zudem lief er bei den Einzelstreckenweltmeisterschaften 1998 in Calgary jeweils auf den 20. Platz über 1500 m und 1000 m sowie auf den 11. Rang über 500 m und bei der Sprintweltmeisterschaft 1998 in Berlin auf den 20. Platz im Sprint-Mehrkampf. Beim Saisonhöhepunkt, den Olympischen Winterspielen 1998 in Nagano, belegte er den 24. Platz über 1500 m, den 22. Rang über 1000 m und den neunten Platz über 500 m. In der folgenden Saison kam er über 500 m dreimal unter den ersten Zehn und errang mit dem 11. Platz in der Weltcupwertung über 500 m sein bestes Gesamtergebnis. Bei der Sprintweltmeisterschaft 1999 in Calgary lief er erneut auf den 20. Platz im Sprint-Mehrkampf und bei den Einzelstreckenweltmeisterschaften 1999 in Heerenveen auf den 19. Platz über 1000 m sowie auf den vierten Rang über 500 m.
In den folgenden Jahren nahm Ioriatti an sieben Sprintweltmeisterschaften (2000 in Nagano, 2001 in Inzell, 2006 in Heerenveen, 2007 in Hamar, 2008 in Heerenveen, 2010 in Obihiro und 2011 in Heerenveen) teil. Seine beste Platzierung dabei war im Jahr 2006 der 13. Platz im Sprint-Mehrkampf. Zudem startete er bei fünf Einzelstreckenweltmeisterschaften (2000 in Nagano, 2001 in Salt Lake City, 2007 in Salt Lake City, 2009 in Richmond und 2011 in Inzell). Dabei waren im Jahr 2000 der neunte Platz über 500 m und im Jahr 2011 der siebte Rang in der Teamverfolgung seine besten Ergebnisse. Bei den Olympischen Winterspielen 2002 in Salt Lake City belegte er den 37. Platz über 500 m, bei den Olympischen Winterspielen 2006 in Turin den 21. Rang über 500 m und bei den Olympischen Winterspielen 2010 in Vancouver den 33. Platz über 1000 m, den 24. Rang über 500 m sowie den sechsten Platz in der Teamverfolgung. Seinen letzten Weltcup absolvierte er im März 2013 in Inzell, welchen er in der B-Gruppe auf dem 14. Platz über 500 m beendete.
Ioriatti wurde 12-mal italienischer Meister im Sprint-Mehrkampf (1998, 2001–2011) und einmal im Großen-Vierkampf (1996).

## Erfolge

### Olympische Spiele
- 1998 Nagano: 9. Platz 500 m, 22. Platz 1000 m, 24. Platz 1500 m
- 2002 Salt Lake City: 37. Platz 500 m
- 2006 Turin: 21. Platz 500 m
- 2010 Vancouver: 6. Platz Teamverfolgung, 24. Platz 500 m, 33. Platz 1000 m

### Einzelstrecken-Weltmeisterschaften
- 1998 Calgary: 11. Platz 500 m, 20. Platz 1000 m, 20. Platz 1500 m
- 1999 Heerenveen: 4. Platz 500 m, 19. Platz 1000 m
- 2000 Nagano: 9. Platz 500 m, 21. Platz 1000 m
- 2001 Salt Lake City: 15. Platz 500 m, 16. Platz 1000 m
- 2007 Salt Lake City: 19. Platz 500 m
- 2009 Richmond: 20. Platz 500 m, 22. Platz 1000 m
- 2011 Inzell: 7. Platz Teamverfolgung, 10. Platz 500 m, 19. Platz 1000 m

### Sprint-Weltmeisterschaften
- 1998 Berlin: 20. Platz Sprint-Mehrkampf
- 1999 Calgary: 20. Platz Sprint-Mehrkampf
- 2000 Seoul: 17. Platz Sprint-Mehrkampf
- 2001 Inzell: 26. Platz Sprint-Mehrkampf
- 2006 Heerenveen: 13. Platz Sprint-Mehrkampf
- 2007 Hamar: 20. Platz Sprint-Mehrkampf
- 2008 Heerenveen: 31. Platz Sprint-Mehrkampf
- 2010 Obihiro: 19. Platz Sprint-Mehrkampf
- 2011 Heerenveen: 20. Platz Sprint-Mehrkampf

### Europameisterschaften
- 1997 Heerenveen: 16. Platz Großer-Vierkampf

## Persönliche Bestzeiten
| Disziplin | Zeit         | Datum             | Ort             |
| --------- | ------------ | ----------------- | --------------- |
| 500 m     | 35,01 s      | 4. Dezember 2009  | Calgary         |
| 1000 m    | 1:09,28 min  | 19. November 2005 | Salt Lake City  |
| 1500 m    | 1:49,54 min  | 12. November 2005 | Calgary         |
| 3000 m    | 4:02,60 min  | 10. Januar 2009   | Baselga di Piné |
| 5000 m    | 6:56,57 min  | 14. Dezember 1997 | Hamar           |
| 10000 m   | 15:18,79 min | 20. Dezember 1997 | Baselga di Piné |